# Beastie Boys
Beastie Boys je tříčlenná americká hiphopová skupina založená roku 1981 v New Yorku.

## Historie

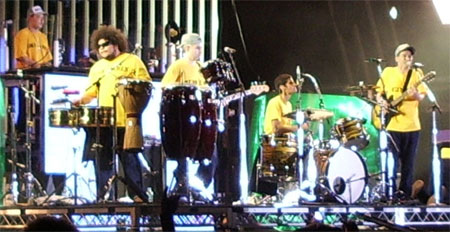
Beastie Boys koncertují Melbourne, 2005

Začínali jako hardcorová skupina s názvem Young And The Useless. V roce 1982 spatřilo světlo světa jejich první EP Polly Wog Stew. Postupem času se výrazněji přiklánějí k rapu a s tím souvisí i příchod koncertního spoluhráče a později i jejich producenta – DJ Double RR (vl. jménem Rick Rubin). Po podpisu smlouvy s Def Jam Recordings (1984) doprovázejí na americkém turné zpěvačku Madonnu. Teprve v té době se ustálilo složení souboru do současné podoby.
Jejich debutová deska Licensed to Ill z roku 1986 je vůbec první rapovou nahrávkou na čele amerického žebříčku. Album se prodávalo po stotisících – bylo 9x platinové. Druhý počin s názvem Paul's Boutique produkovaný Dust Brothers komerčně propadl, avšak v pozdějších letech byl doceněn jak kritiky, tak fanoušky. Následující desky byly velmi úspěšné a povětšinou obsazovaly přední příčky amerických i světových hitparád.
Oficiálním DJ´em skupiny byl původně André „Doctor Dré“ Brown, kterého později natrvalo nahradil Hurricane. V roce 1998 zaujal post DJ´e skupiny Mixmaster Mike.
V osmdesátých letech se objevili i v několika filmech, např. Krush Grove (1985).
Dne 4. května 2012 zemřel Adam Yauch (MCA).

## Poslední sestava
- Adam Yauch (MCA) – zpěv (MC), basová kytara
- Michael Diamond (Mike D) – zpěv (MC), bicí
- Adam Horovitz (Ad Rock) – zpěv (MC), kytara

## Diskografie

### Studiová alba
| Rok  | Album                                                                      | Nejvyšší umístění v hitparádě | Nejvyšší umístění v hitparádě | Nejvyšší umístění v hitparádě | Nejvyšší umístění v hitparádě | Nejvyšší umístění v hitparádě | Nejvyšší umístění v hitparádě | Ocenění                                      |
| Rok  | Album                                                                      | US 200                        | US Hip-Hop                    | CAN                           | UK                            | NLD                           | NZL                           | Ocenění                                      |
| ---- | -------------------------------------------------------------------------- | ----------------------------- | ----------------------------- | ----------------------------- | ----------------------------- | ----------------------------- | ----------------------------- | -------------------------------------------- |
| 1986 | Licensed to Ill - Vydáno: 15. listopadu 1986 - Vydavatel: Def Jam          | 1                             | 2                             | 5                             | 7                             | 15                            | 12                            | US: 9x platinové CAN: zlaté UK: 2x platinové |
| 1989 | Paul's Boutique - Vydáno: 25. července 1989 - Vydavatel: Capitol           | 14                            | 24                            | 30                            | 44                            | 30                            | 50                            | US: 2x platinové CAN: platinové              |
| 1992 | Check Your Head - Vydáno: 21. dubna 1992 - Vydavatel: Capitol              | 10                            | 37                            | 32                            | 106                           | -                             | 37                            | US: 2x platinové CAN: 2x platinové           |
| 1994 | Ill Communication - Vydáno: 23. května 1994 - Vydavatel: Capitol           | 1                             | 2                             | 7                             | 10                            | 31                            | 6                             | US: 3x platinové CAN: 3x platinové UK: zlaté |
| 1998 | Hello Nasty - Vydáno: 14. července 1998 - Vydavatel: Capitol               | 1                             | -                             | 2                             | 1                             | 2                             | 1                             | US: 3x platinové CAN: 3x platinové UK: zlaté |
| 2004 | To the 5 Boroughs - Vydáno: 15. června 2004 - Vydavatel: Capitol           | 1                             | 1                             | 1                             | 2                             | 14                            | 4                             | US: platinové CAN: platinové UK: zlaté       |
| 2007 | The Mix-Up - Vydáno: 26. června 2007 - Vydavatel: Capitol                  | 15                            | -                             | -                             | 79                            | 84                            | -                             | US: /                                        |
| 2011 | Hot Sauce Committee Part Two - Vydáno: 3. května 2011 - Vydavatel: Capitol | 2                             | -                             | -                             | 9                             | 6                             | 17                            | US: /                                        |

### Kompilace
- 1994 - Some Old Bullshit
- 1996 - The In Sound From Way Out!
- 1999 - Anthology: The Sounds of Science
- 2005 - Solid Gold Hits

### DVD
- 2000 - Video Anthology
- 2006 - Awesome: I F**kin' Shot That

### EP
- 1982 - Pollywog Stew
- 1983 - Cooky Puss
- 1984 - Rock Hard
- 1989 - Love American Style EP
- 1989 - An Exciting Evening with Shadrach, Meshach and Abednego
- 1994 - Pretzel Nugget E.P
- 1995 - Aglio E Olio
- 1995 - Root Down
- 1999 - Scientists of Sound (The Blow Up Factor Vol. 1)
- 2005 - Right Right Now Now
- 2007 - The Mix-Up Bonus Tracks

### Úspěšné singly
| Rok  | Název písně                  | Pozice v mezinárodních žebříčcích | Pozice v mezinárodních žebříčcích | Pozice v mezinárodních žebříčcích | Pozice v mezinárodních žebříčcích | Pozice v mezinárodních žebříčcích | Ocenění   | Album                        |
| Rok  | Název písně                  | US 100                            | US R&B                            | US Dance                          | CAN                               | UK                                | Ocenění   | Album                        |
| ---- | ---------------------------- | --------------------------------- | --------------------------------- | --------------------------------- | --------------------------------- | --------------------------------- | --------- | ---------------------------- |
| 1987 | "Brass Monkey"               | 48                                | 53                                | -                                 | -                                 | -                                 | US: zlaté | Licensed to Ill              |
| 1987 | "Fight for Your Right"       | 7                                 | -                                 | -                                 | 7                                 | 11                                |           | Licensed to Ill              |
| 1989 | "Hey Ladies"                 | 36                                | -                                 | 16                                | -                                 | 76                                |           | Paul's Boutique              |
| 1992 | "So What'cha Want"           | 93                                | 121                               | 26                                | -                                 | -                                 |           | Check Your Head              |
| 1998 | "Intergalactic"              | 28                                | -                                 | 6                                 | 9                                 | 5                                 |           | Hello Nasty                  |
| 2004 | "Ch-Check It Out"            | 68                                | 106                               | -                                 | 1                                 | 8                                 | US: zlaté | To the 5 Boroughs            |
| 2009 | "Too Many Rappers" (ft. Nas) | 93                                | -                                 | -                                 | 70                                | 134                               |           | Hot Sauce Committee Part Two |